# Alfred Thienemann
Alfred Thienemann (* 19. August 1858 in Gotha; † 24. Juni 1923 in Brandenburg an der Havel) war ein deutscher Dirigent und Komponist.

## Leben
Thienemann entstammte einer Gothaer Familie von Juristen  und Verlagsbuchhändlern. Als Sohn eines Buchhändlers studierte er an der Philipps-Universität Marburg Medizin. Am 30. Januar 1881 wurde er im Corps Teutonia zu Marburg recipiert. Er gab das Studium auf und durchlief in Berlin eine musikalische Ausbildung bei Friedrich Kiel und Woldemar Bargiel. Die erste Anstellung fand er als Chordirektor und Kapellmeister an der Krolloper. Als Theaterkapellmeister kam er an das  Stadttheater Düsseldorf, nach Stettin, an das Theater Lübeck und an Nürnbergs Neues Stadttheater am Lorenzer Platz. Das Haus Sachsen-Coburg und Gotha berief ihn 1900 als Hofkapellmeister. Später war er Gesangslehrer in Berlin und Musikreferent des Berliner Tageblatts. Er komponierte Orchester- und Klavierwerke sowie zahlreiche Lieder. Teutonia Marburg verlieh ihm 1903 die Corpsschleife. Er blieb unverheiratet und lebte zuletzt bei seiner Schwester Elisabeth Gennrich geb. Thienemann.